# Labidognathia longicollis
Labidognathia longicollis är en djurart som tillhör fylumet käkmaskar, och som beskrevs av Riedl 1970. Labidognathia longicollis ingår i släktet Labidognathia och familjen Mesognathariidae. Inga underarter finns listade i Catalogue of Life.